# Championnats du monde de kayak-polo 2010
Navigation
Édition précédente Édition suivante
Les championnats du monde de kayak-polo de 2010 se sont déroulés à Milan, en Italie.

## Résultats
| Catégorie     | Médaille d'or   | Médaille d'argent | Médaille de bronze |
| ------------- | --------------- | ----------------- | ------------------ |
| Sénior Hommes | France          | Allemagne         | Italie             |
| Sénior Dames  | Grande-Bretagne | Allemagne         | France             |
| Espoir Hommes | Allemagne       | France            | Grande-Bretagne    |
| Espoir Femmes | France          | Allemagne         | Grande-Bretagne    |